# John Paine
John Bryant Paine (født 8. april 1870, død 2. august 1951) var en amerikansk sportsskytte og militærmand. Han deltog i de første olympiske lege i Athen 1896.

## Sportskarriere
Paine stammede fra en rigtig sportsfamilie, hvor hans far, general Charles Jackson Paine, havde været med til at vinde America's Cup i sejlsport tre gange. John Paine var medlem af Boston Athletic Association, hvorfra flere medlemmer deltog i det første OL i atletik. Paine besluttede så at tage med, men på vejen gjorde han ophold i Paris, hvor hans bror, Sumner Paine, opholdt sig denne sommer.
Han overtalte sin bror til at tage med til Athen, hvor han havde planlagt at stille op i de tre pistolskydningskonkurrencer. Sammen med sin bror stillede han først til start i konkurrencen på 30 m, idet de havde medbragt en større samling pistoler og ammunition. Der var meldt 16 skytter til, men ikke alle stillede op. De to Paine-brødre var klart overlegne, og John Paine sejrede i konkurrencen med 442 point på 25 ramte mål. Det var klart bedre end Sumner, der fik 380 point på 23 ramte mål, mens grækeren Nikos Morakis blev nummer tre med 205 point. De øvrige deltageres scorer er ikke kendt.
Sejren til John Paine var så overlegen, at han mente, det ville være usportsligt, hvis han stillede op i de øvrige discipliner, så han trak sin tilmelding tilbage.

## Videre karriere
John Paine fulgte i første omgang i sin fars fodspor og var i militæret, hvor han i 1898 var med i den spansk-amerikanske krig. Senere slog han sig ned i en forstad til Boston, hvor han skabte sig en karriere som en succesrig investeringsrådgiver.